# The Psychology of The Simpsons: D'oh!
The Psychology of The Simpsons: D'oh! (en español: La psicología de Los Simpson: D'oh!) es un libro del género no ficción que analiza la psicología de la serie de televisión Los Simpson. En su contenido contribuyeron varias personas, como psicólogos, consejeros y terapeutas escolares. Editado por Alan S. Brown, un profesor de psicología, y Chris Logan, académico del campo, fue publicado el 1 de marzo de 2006 por BenBella Books, como parte de su serie «Psicología de la Cultura Popular», también conocida como «Smart Pop».
El libro, que contiene múltiples ensayos escritos por psicólogos profesionales del ámbito educativo y clínico, considera varios aspectos de la serie y aplica conceptos de psicología. Uno de los temas estudiados es la representación que se hace en el programa de la «familia estadounidense». Por su parte, el colaborador Denis M. McCarthy, profesor auxiliar de psicología de la Universidad de Misuri, analizó los factores de riesgo para alcoholismo presentados en Los Simpson. En este sentido, destaca el aprendizaje de evitación pasiva de Bart y el alto riesgo de Maggie de abuso de sustancias por tendencias violentas.
En cada capítulo se comparan episodios de la serie con temas de psicología académica, aunque los títulos revisten menos seriedad y entre ellos se incluyen «Which One of Us is Truly Crazy» —en español: «¿Cuál de nosotros está verdaderamente loco?»— y «Looking For Mr. Smarty Pants» —en español: «Buscando al Sr. Sabelotodo»—. Según el propio Logan «el contenido del libro es muy serio, pero no se presenta en una forma excesivamente seria». The Simpsons Archive describió el balance entre humor y cuestiones académicas de la siguiente forma «Afortunadamente, pese a las numerosas referencias a varias teorías psicológicas y estudios académicos, los ensayos se alejan de ser muy serios y consiguen mantenerse entretenidos a lo largo del libro».
Otro de los capítulos analiza los efectos del abuso de sustancias y la psicología de personajes como Homer y Barney Gumble. En la introducción de una entrevista con Logan, el entrevistador aseguró que «Pasando la ridícula cubierta, con su ilustración del cerebro de Homer saturado por la cerveza y la televisión, te encuentras con un análisis dirigido tanto a televidentes como a estudiantes de psicología». Por su parte, para The Times Andrew Billen escribió: «Puedo elogiar a D’Oh!: The Psychology of The Simpsons y Reading The Sopranos, pues ambos programas son lo suficientemente sólidos como para soportar estudios intelectuales». Asimismo, The Simpsons Archive señaló: «Es sólida la conexión con la serie y sus eventos y los puntos psicológicos se ilustran con fragmentos explicativos de los Simpson».